# 2010年后海灣地震
是指2010年11月19日14时42分发生于深圳市圳湾（在香港称为后海灣）强度为里氏2.8级的地震，香港天文台、广东省地震局及深圳市地震局均錄得是次地震，深圳市和香港新界西北部普遍有感、惠州市和广州市部分有感，此次地震正值2010年亚洲运动会舉行期间，发生在经济发达、人口稠密的深圳市，因此引起了广泛关注。美國地質勘探局（U.S. Geological Survey）的地震圖一向只上載4.5級以上的境外地震，今次亦破例刊登。
震中位于22°33′N 113°56′E / 22.55°N 113.93°E附近，即香港天文台总部之西北约35公里处，震源深度约23公里。當地現時已被填為陸地，位於蛇口和深圳灣口岸之間。

## 背景
廣東省地震局網站記載自1067年廣東地區記錄到有4.75級地震以來，廣東省及其海域共發生大於或等於4.75級地震54次，其中4.75-4.9級地震18次、5.0-5.9級地震26次、6.0-6.9級地震8次及7級地震2次。兩次7級地震分別於1600年及1918年發生，地點均在南澳岛附近海域，其中1918年南澳的7.3級地震是廣東有記錄以來最大的地震。而香港天文台則1905年開始記錄香港有感地震，至今共有166次強度不等的有感地震記錄，平均每年不到2次。香港的有感地震從未引致任何傷亡。
深圳及其近鄰地區現代地震活動的強度和頻度都不高，地震影響烈度從未超過6度，屬於微震活動區，其中最大震級為3.6級。

## 成因
深圳市位於廣東省中南部沿海，在大地構造上屬於紫金—惠陽凹褶斷束的組成部分，地處新華夏蓮花山構造帶的西南端，以斷裂為主分為北東向、東西向、北西向三組。其中北東向深圳斷裂帶或稱為五華-深圳斷裂帶斜貫全區，是區內的主導構造，由深圳斷裂束及兩側的安托山—赤灣斷裂束和鹽田坳斷裂束組成。斷裂帶自東北向西南斜穿市區，經過坪山、橫崗、深圳水庫和罗湖区高層建築群，通過深圳的國貿大廈，往南延伸通過澳門，直至珠海的三灶島之後入海。該斷裂帶活動性向海外增加，向內陸減弱，而這次地震初步估計是地震斷裂帶引起的構造地震。

## 各地反映

### 民眾
深港两地多区市民感受到震动，相關部門亦接獲多個市民報告，至11月19日19时全省地震工作部门共接听询问电话约1,000人次。

#### 深圳
當地有民聚感到地震，有市民表示地震短促有力，但沒有太多人走到街上避震。深圳特区报业集团大廈附近的草地，逾百名市民从周边高楼走下避震，亦有部份學校提早放學。

#### 惠州
據群眾致電反映，惠州惠陽淡水、博羅石灣和園洲等部分地區有震感。

#### 香港
香港天文台接獲約100宗市民報告，大部分來自新界西北。世界自然基金會則指出米埔自然護理區附近的動物對地震並無特殊的反應，但職員就感到震動。

### 政府

#### 廣東省
广东省地震局与深圳市地震局在地震发生后召开紧急会议，并加强监测分析，密切关注未来趋势，声称广东省近期不会有破坏性地震。地震發生後三分鐘，廣東省地震局在測定地震地點、震級和發震時刻，即時報告省委省政府、中國地震局，並通報全省地震工作部門，同時啟動亚洲运动会地震應急預案。中国共产党中央政治局委員、广东省委书记汪洋高度重視，並作出批示：『請地震局按有關規定向社會發佈信息』。

#### 香港
香港天文台表示，即使再有餘震，由於其震級比主震輕微，因此市民應該不會再感到震動。天文台亦認為此地震屬自然現象，表示香港發生大地震機會輕微。

## 誤報
香港天文台於事發初期曾一度錯誤公佈地震屬「強烈地震」，但實際只屬於「輕微地震」，天文台於事後更正，並向公眾致歉。
地震發生後，內地一些網站對該地震有誤報的情況，如誤報「陽江、廣州、深圳發生4級以上地震」等。

## 外部連結
- 深圳市南山区发生2.8级地震一次[永久](广东省地震局，2010年11月19日)
- 地震新闻稿(香港天文台，2010年11月19日)
- 后海湾2.8级地震港深感震动(星岛日报实时新闻，2010年11月19日)
- 后海湾2.8级地震　天文台接逾百宗市民感震动报告(香港电台实时新闻，2010年11月19日)